# Artemio Lomboy Rillera

Wappen des Bischofs von Bangued

Artemio Lomboy Rillera SVD (* 1. Mai 1942 in Naguilian; † 13. November 2011) war ein philippinischer Ordensgeistlicher und römisch-katholischer Bischof von San Fernando de La Union.

## Leben
Artemio Lomboy Rillera trat 1961 in das Priesterseminar von Quezon City ein. 1964 trat er in das Noviziat bei den Steyler Missionaren in Tagaytay City ein, dem 1966 die ersten Gelübde folgten. Am 28. Juni 1970 legte er seine Profess ab und empfing am 28. November 1970 durch Papst Paul VI. im Rizal Park in Manila die Priesterweihe. Er studierte Theologie und Philosophie am Christ the King Mission Seminary in Quezon City und am Steyler Seminar in Tagaytay City. Nach verschiedenen seelsorgerischen Tätigkeiten war er von 1979 bis 1982 Provinzial seines Ordens in der Provinz Abra-Cagayan und von 1982 bis 1987 in der Northern Province. Nach dem Rektorat am Steyler Formation Center, Urdaneta, Pangasinan, 1988/89 übernahm er die Pfarrstelle St. Lawrence Parish in Bangui, Ilocos Norte.
Papst Johannes Paul II. ernannte ihn 1993 zum Bischof von Bangued. Die Bischofsweihe spendete ihm am 28. August 1993 Erzbischof Gian Vincenzo Moreni, Apostolischer Nuntius auf den Philippinen; Mitkonsekratoren waren Orlando Beltran Quevedo OMI, Erzbischof von Cosenza e Bisignano, und Cesar C. Raval SVD, Altbischof von Bangued.
Von 2003 bis 2007 war er Mitglied der Kommission für soziale Kommunikation und Massenmedien der Philippinischen Bischofskonferenz CBCP und von 2003 bis 2009 Mitglied der Kommission für die Gefängnisseelsorge, seit 2009 dessen Vizepräsident.
2005 erfolgte die Ernennung zum Bischof von San Fernando de La Union.